# اريك لوكلير
اريك لوكلير هو مقدم تلفزيوني كندي، ولد في القرن العشرين.